# Județul Odesa
Județul Odesa a fost unul dintre cele 13 județe care au făcut parte din Guvernământul Transnistriei, regiune aflată sub administrație românească între anii 1941 și 1944.

## Istoric
Articol principal: Bătălia de la Odesa
Ocuparea Odesei, oraș de mărimea Bucureștiului, a fost considerată în epocă o importantă izbândă militară și politică, dar o victorie plătită foarte scump, ce a amintit de băile de sânge din Primul Război Mondial.

## Componență
Reședința județului Odesa se găsea la Odesa.
Județul Odesa era alcătuit din raioanele Antono-Codincevo, Blagujevo, Ianovca,  și Odesa.